# فهرست کتاب‌های درباره تهران
در این صفحه فهرستی از کتاب‌های دربارهٔ تهران که شامل موضوعاتی مانند تاریخ، جغرافیا، حیات وحش، صنعت‌ومعدن وگردشگری تهران می‌شوند، آورده شده‌ است.

## تاریخ
- جعفر شهری (۱۳۸۱)، طهران قدیم، تهران: معین
- منوچهر ستوده (۱۳۷۴)، جغرافیای تاریخی شمیران، تهران: پژوهشگاه علوم انسانی و مطالعات فرهنگی
- محمدحسن سمسار و فاطمه سراییان (۱۳۸۷)، سیمای تهران در سده ۱۳، جلد اول، شامل ۲۵۰ عکس از تهران قدیم، تهران: انتشارات شهرداری تهران
- علی اکبر محمودیان (۱۳۸۷)، نگاهی به تهران از آغاز تاکنون، تهران: مؤسسه جغرافیایی و کارتوگرافی گیتاشناسی
- داریوش شهبازی (۱۳۹۵). پرسه در دارالخلافه. تهران: کتاب سرا. شابک ۹۷۸-۶۹۴-۵۵۰۶-۳۴۴ مقدار |شابک= را بررسی کنید: checksum (کمک).
- داریوش شهبازی (۱۳۸۶)، برگ‌هایی از تاریخ تهران، تهران: بوره که یی
- شهبازی، داریوش (۱۳۹۷). روایاتی از تهران قدیم. تهران: سایبان هنر. شابک ۹۷۸۶۰۰۷۱۳۵۵۳۲.
- شهبازی، داریوش (۱۳۹۷). روایاتی از نهران قدیم جلد 2. تهران: سایبان هنر. شابک ۹۷۸۶۰۰۷۱۳۵۵۴۹.
- شهبازی، داریوش (۱۳۹۴). دانشنامه تاریخی جغرافیایی تهران. تهران: آرش. شابک ۹۷۸-۶۰۰-۰۴-۱۳۶۶-۸.
- شهبازی، داریوش (۱۳۹۷). از الهیه تا دروازه غار. تهران: ماهریس. شابک ۹۷۸-۶۰۰-۹۹۲۹۳۶-۸.
- ادیک باغداساریان (۱۳۸۱)، نگاهی به تاریخ ارمنیان تهران، تهران
- علی مدنی پور، حمید زرآزوند (۱۳۸۲)، تهران، ظهور یک کلان شهر، تهران: شرکت پردازش و برنامه‌ریزی شهری
- علی مدنی پور، حمید زرآزوند (۱۳۸۲)، تهران، ظهور یک کلان شهر، تهران: شرکت پردازش و برنامه‌ریزی شهری
- محمدرضا حسن بیگی (م. حسن بیگی) (۱۳۸۹)، تهرانقدیم، تهران: انتشارات ققنوس
- مصطفی رنجبر (۱۳۸۹)، شهر و شهرداری از دوران باستان تا دولت‌های محلی، تهران: اداره کل تشکیلات و آموزش شهرداری تهران
- عباس خاکسار (۱۳۹۸)، بررسی بناهای ارگ سلطنتی طهران(کاخ گلستان) در گذر تاریخ، تهران: فرهنگ صبا، شابک ۹۷۸-۶۲۲-۶۲۳۶-۳۵-۵
- عباس خاکسار (۱۴۰۰)، ارگ سلطنتی طهران کاخ گلستان، تهران: فرهنگ صبا، شابک ۹۷۸-۶۲۲-۷۹۹۱-۰۵-۵
- سالار صارمی (۱۴۰۱)، روایت تهران، تهران: زرین اندیشمند، شابک ۹۷۸-۶۲۲-۷۸۰۹-۷۶-۳
- سالار صارمی (۱۴۰۳)، روایت دارالخلافه، تهران: زرین اندیشمند، شابک ۹۷۸-۶۲۲-۸۰۷۸-۵۵-۷

## جغرافیا
- نقشه جدید تهران و اطراف، تهران: هامون، ۱۳۷۷
- نقشهٔ ۳۵۰۰۰ تهران، منطقه‌بندی، تهران: سازمان جغرافیایی نیروهای مسلح، ۱۳۸۱
- علی مقیم (۱۳۸۲)، آشنایی با کوه‌های شمال تهران، تهران
- سیدیحیی صفوی (۱۳۸۲)، مقدمه‌ای بر جغرافیای نظامی ایران، تحلیل جغرافیایی امنیت تهران، تهران: سازمان جغرافیایی نیروهای مسلح

## میراث فرهنگی و گردشگری
- چهره ایران، راهنمای سیاحتی و مسافرتی، تهران: مؤسسه جغرافیایی و کارتوگرافی گیتاشناسی، ۱۳۷۴
- سلیم موید (۱۳۷۷)، سیمای میراث فرهنگی استان تهران (مردم‌شناسی، باستان‌شناسی، هنرهای سنتی، آثار تاریخی)، تهران: وزارت فرهنگ و ارشاد اسلامی
- سهند لطفی، مهسا شعله (۱۳۸۷)، «خانی‌آباد» (زادگاه جهان پهلوان تختی)، دومین کتاب از مجموعهٔ تهران‌پژوهی، تهران: دفتر پژوهش‌های فرهنگی
- علی مقیم (۱۳۸۴)، جاذبه‌های کوهپیمایی استان تهران، تهران: شرکت فرهنگی ورزشی شهر سالم تهران
- آزیتا رجبی، هنگامه دولتشاهی (زیرنظر)، افشید فاطمی نظر (طراح) (۱۳۸۵)، تهران نگین ایران، تهران: هنرسرای گویا
- حسن یوسفی (۱۳۸۲)، دیدنی‌های تهران، تهران: کتاب همراه
- عباس خاکسار (۱۳۹۸)، بررسی بناهای ارگ سلطنتی طهران(کاخ گلستان) در گذر تاریخ، تهران: فرهنگ صبا، شابک ۹۷۸-۶۲۲-۶۲۳۶-۳۵-۵
- عباس خاکسار (۱۴۰۰)، ارگ سلطنتی طهران کاخ گلستان، تهران: فرهنگ صبا، شابک ۹۷۸-۶۲۲-۷۹۹۱-۰۵-۵

## صنعت‌ومعدن
- جواد درافشانی (۱۳۸۶)، کلید صنعت و معدن استان تهران، تهران: سراج نور

## ترافیک
- راه خودرو، نقشه ویژه ترافیکی تهران، تهران: مؤسسه جغرافیایی و کارتوگرافی گیتاشناسی، ۱۳۸۳

## فرهنگ و مردم‌شناسی
- سعید نفیسی (۱۳۸۲)، گفتگوی خانوادگی دربارهٔ تهران قدیم، تهران: علمی و فرهنگی
- حبیب‌الله زنجانی، پروانه شاه حسینی (۱۳۸۳)، مجموعه شهری تهران، گزیده مطالعات جمعیتی، تهران: مرکز مطالعات و تحقیقات شهرسازی و معماری ایران

## حیات وحش
- حسن محمدیان (۱۳۸۶)، پرندگان مناطق دشتی تهران، تهران: شب‌پره
- حسن محمدیان (۱۳۸۶)، پرندگان مناطق کوهستانی تهران، تهران: شب‌پره

## معماری و شهرسازی
- اسماعیل شیعه (۱۳۸۵)، آماده‌سازی شهر برای کودکان نمونه مورد بررسی: تهران، تهران: نشر شهر تهران (وابسته به سازمان فرهنگی هنری شهرداری تهران)
- وحید قبادیان (۱۳۸۵)، معماری در دارالخلافه ناصری: سنت و تجدد در معماری معاصر تهران، تهران: پشوتن
- نادیا بنیادلو (۱۳۸۲)، سقاخانه‌های تهران، تهران: مؤسسه فرهنگی هنری پیشین پژوه
- واحد جی‌آی‌اس شهرداری تهران (۱۳۸۲)، مصوبات شورای نظارت بر گسترش شهر تهران، تهران: شرکت پردازش و برنامه‌ریزی شهری
- مهتا میرمقتدایی، ژاله طالبی (۱۳۸۵)، هویت کالبدی شهر: مطالعات موردی تهران، تهران: وزارت مسکن و شهرسازی، مرکز تحقیقات ساختمان و مسکن
- مصطفی بهزادفر (۱۳۸۶)، هویت شهر: نگاهی به هویت شهر تهران، تهران: نشر شهر تهران (وابسته به سازمان فرهنگی هنری شهرداری تهران)
- عباس مبشری (۱۳۸۴)، تهران پس از زلزله، تهران: پیام محراب
- عباس خاکسار (۱۳۹۸)، بررسی بناهای ارگ سلطنتی طهران(کاخ گلستان) در گذر تاریخ، تهران: فرهنگ صبا، شابک ۹۷۸-۶۲۲-۶۲۳۶-۳۵-۵
- عباس خاکسار (۱۴۰۰)، ارگ سلطنتی طهران کاخ گلستان، تهران: فرهنگ صبا، شابک ۹۷۸-۶۲۲-۷۹۹۱-۰۵-۵